# Britt Bongaerts
Britt Bongaerts (ur. 3 listopada 1996 w Roermond) – holenderska siatkarka, grająca na pozycji rozgrywającej. W sezonie 2020/2021 była zawodniczką ŁKS-u Commercecon Łódź. 

## Sukcesy klubowe
Liga holenderska:
- 2015

Superpuchar Niemiec:
- 2018, 2019, 2023[8]

Puchar Niemiec:
- 2019, 2024[9]

Liga niemiecka:
- 2023[10],  2024[11]
- 2019

Liga polska:
- 2021

## Sukcesy reprezentacyjne
Mistrzostwa Europy:
- 2023[12]

## Nagrody indywidualne
- 2018: Najlepsza serwująca niemieckiej Bundesligi w sezonie 2017/2018